# Речные мониторы проекта СБ-37
Проект СБ-37 — серия советских речных мониторов, строившихся в 1934—1936 годах на ССЗ «Ленинская кузница» в Киеве, и участвовавших в Великой Отечественной войне. Главный конструктор А. Б. Байбаков. Всего построено 6 единиц.

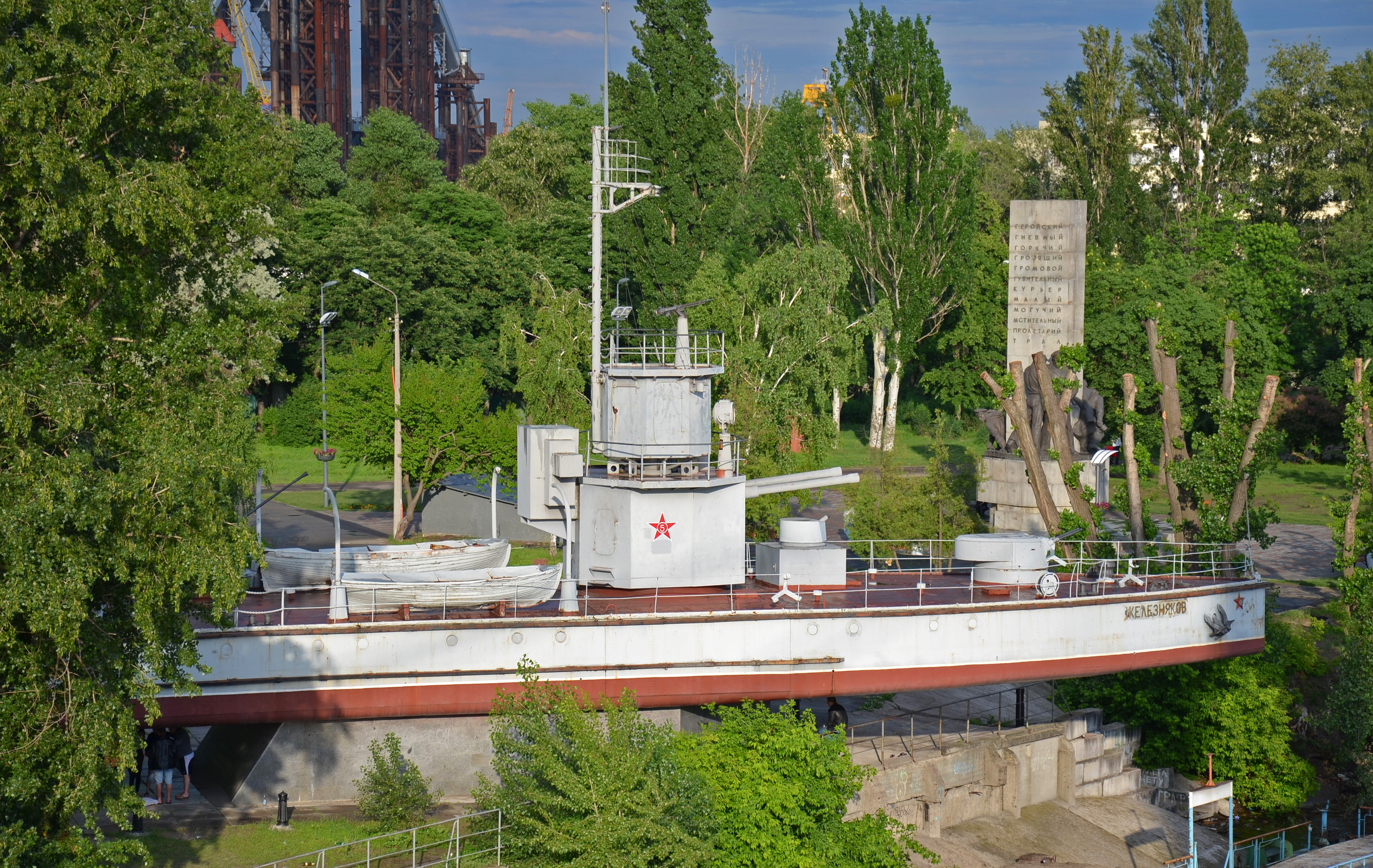
Вид на корабль-памятник «Железняков» с Рыбальского вантового моста в Киеве.

| Название     | Вступил в строй | Флотилия                         | Участь |
| ------------ | --------------- | -------------------------------- | --- |
| «Железняков» | 27.10.1936      | Днепровская, Дунайская, Азовская | Прошёл всю войну, 10.09.1960 исключён из состава ВМФ СССР, 10.07.1967 установлен в Киеве в качестве памятника |
| «Левачёв»    | 27.10.1936      | Днепровская, Пинская             | В ночь с 18 на 19.09.1941 взорван командой в районе Десёнки под Киевом ввиду невозможности прорыва в низовья Днепра |
| «Жемчужин»   | 27.10.1936      | Днепровская, Дунайская, Пинская  | 12.08.1941 взорван командой ввиду сильных повреждений, полученных в ходе боевых действий на участке между Черкассами и Кременчугом, а также в связи с невозможностью эвакуации для ремонта, в январе 1945 года поднят и сдан «Главвторчермету» для разделки на металл                                          |
| «Мартынов»   | 08.12.1936      | Днепровская, Дунайская           | 18.09.1941 взорван командой в районе устья реки Конки примерно в 4 км выше села Благовещенка ввиду невозможности прорыва в низовья Днепра |
| «Флягин»     | 30.12.1936      | Днепровская, Пинская             | В ночь с 18 на 19.09.1941 взорван командой в районе Дарницы ввиду невозможности прорыва в низовья Днепра |
| «Ростовцев»  | 13.05.1937      | Днепровская, Дунайская, Пинская  | В ночь с 18 на 19.09.1941 взорван командой в районе Киева ввиду невозможности прорыва в низовья Днепра, 29.06.1944 поднят, восстановлен, использовался в качестве учебно-артиллерийского корабля, в сентябре 1950 года исключён из состава ВМФ СССР, в 1955 году сдан «Главвторчермету» для разделки на металл |